# 巴揚卡拉足球會
巴揚卡拉足球會（Bhayangkara Football Club），成立在2010年，是一間來自印尼西爪哇省勿加泗的球會，在可容納3,000名觀眾的主場PTIK體育場進行比賽，現時在印尼超級聯賽角逐。

## 球會榮譽
聯賽
- 印尼超級聯賽冠軍（2017年）
- 印尼甲組聯賽冠軍（2013年）